# Avoriaz
Avoriaz (s'ha de pronunciar avoria), és una estació d'esquí francesa, situada a 1800 m d'altitud en el territori del municipi de Morzine, a l'Alta Savoia. Aquesta estació es va obrir el 1966.

## Abans de l'esquí
Avoiraz va entrar a la història entre 1138 i 1148, quan era un territori que pertanyia a les famílies nobles i poderoses dels Faucigny i de Rovorée. D'aquesta darrera família, Avoiraz, té el seu nom (Ovoreia o Evoreia en els mapes). Aquests senyors van protegir l'abadia cistercenca de Sainte-Marie d'Aulps, a 20 quilòmetres, que va explotar el territori durant tota l'edat mitjana.

## Presentació
De les 14 estacions del domini Portes du Soleil, Avoiraz té la particularitat d'ocupar una posició central, amb diferents sectors com Arare, Lindaret, Chavanette, Plateau, Châtel, Intret, Prodain, Super Morzine. Aquesta estació està prohibida la circulació als vehicles, només s'hi pot desplaçar a peu, en trineu o amb cavall. L'estació va ser concebuda només per a la pràctica de l'esquí.
Jean Vuarnet, Isabelle Mir com Annie Famose són campions d'esquí que han marcat l'esperit de l'estació. El promotor de l'estació, Gérard Brémond, és el president actual de Pierre et Vacances. Els arquitectes foren Jean-Marc Roque, Jean-Jacques Orzoni i Jacques Labro.
Avoriaz compta amb 39 remontadors mecànics i 49 pistes, 6 de negres, 14 de vermelles, 24 blaves i 5 verdes. L'estació permet l'entrada a Suïssa per diferents itineraris, com el Pas de Chavanette, també conegut com el mur suís, que obliga a molts baixar amb un telecadira.
El 1993 s'hi va instal·lar un remontador desembragalbe de sis places, el TSD du Tour, que posseeix un rècord de 3000 persones a l'hora. Aquest telecadira fou el primer a tot Europa.
Avoriaz, és una estació que no és gestionada pel municipi de Morzine, sinó per una associació turística, l'ALDA. Actualment hi ha un procés de crear un nou municipi.
Avoriaz també és una estació que s'obre a l'estiu, per practicar diferents activitats que no necessiten neu, com el golf, tennis, trampolí, tir amb arc, vies ferrades, btt, excursionisme...

## Tour de França ciclista
L'estació ha acollit set arribades del Tour de França:
- 1975:  Vicente López Carril
- 1977:  Lucien Van Impe
- 1979:  Bernard Hinault
- 1983:  Lucien Van Impe
- 1985:  Lucho Herrera
- 1994:  Piotr Ugriúmov
- 2010:  Andy Schleck

El 1977, 1979 i 1994, l'ascenció fou una cronoescalada.